# Мухаммад Хасан Абдельвалі
Мухаммад Хасан Абдельвалі (араб. ذ محمد حسن عبدالولي), (англ. Muhammad Hassan Abdelwali) — саудівський дипломат. Надзвичайний і Повноважний Посол Королівства Саудівська Аравія в Україні за сумісництвом (2000—2005).

## Життєпис
Надзвичайний і Повноважний Посол Саудівської Аравії в РФ (1999-2005), в Україні (2000-2005) та Білорусі (2002-2005) за сумісництвом.
27 червня 2000 року вручив вірчі грамоти Президенту України Леоніду Кучмі.
7 лютого 2002 року вручив вірчі грамоти Президенту Білорусі Олександру Лукашенко.